# 魔兽世界：熊猫人之谜
《魔兽世界：熊猫人之谜》是著名大型多人線上角色扮演遊戲《魔獸世界》繼《燃烧的远征》、《巫妖王之怒》、《浩劫與重生》后的第四部资料片，于2012年9月在欧美地区首发，10月在韩国和中国大陆发售。本资料片由克里斯·梅森在2011年10月21日于美国加州安納海姆举行的2011暴雪嘉年华中被正式公布。
2012年10月4日，暴雪娱乐宣布《熊猫人之谜》销量已达到270万套，从而推动《魔兽世界》全球用户总数再次突破1000万大关。中国大陆方面，由于代理商从游戏开发阶段开始就与游戏审核部门保持紧密沟通，本作最终成为中国大陆的第一部与国际准同步上市的《魔兽世界》系列资料片。

## 简介
继上一部资料片《浩劫與重生》的剧情，大灾变所引起的翻天覆地的变化使得一座失落多年的岛屿——潘达利亚逐渐显山露水。新资料片将玩家等级从85提升至90，还将带来新的神秘种族：熊猫人，和全新的武术职业：武僧。
熊猫人曾经在暴雪娱乐的即时战略游戏《魔兽争霸III》中崭露头角。在新的探险之旅中，玩家可以体验众多全新的游戏内容，包括新的任务和地下城，场景战役，地下城“挑战”模式以及小宠物对战系统。
全新改良的天赋系统，赋予角色全新的作战能力，体验前所未有的战斗乐趣。相比之前每个职业都有三系独立的天赋，现在玩家每升15级将可以进行一次个人选择。每个职业将有各自不同的天赋设定，而该职业所有天赋系的角色都可对这整个天赋列表进行选择。

## 游戏设定

### 武僧
武僧使用一种叫做“真气”的能量来释放诸如“鹤顶引项踢”和“翻滚”技能。武僧精通武术，并可使用法杖、拳套、单手斧、单手锤、单手剑等等武器。但他们的真正力量来自于他们的拳脚。该职业将拥有独特的动画。等级从1级开始。他们能在战斗中担任以下角色：酒仙（坦克）、织雾（治疗）和踏风（近战输出）。
武僧的主要护甲为皮甲，主要属性为敏捷或智力。该职业需要消耗能量来作出动作，如刺拳和翻滚。刺拳会产生真氣，真氣也是許多絕技所需的资源。所有种族（除了狼人與哥布林）都可以选择武僧作为职业。

### 熊猫人

熊猫人武僧建立画面

熊猫人是一个以大熊猫为原型创作的新种族，他们曾在《魔兽争霸III：冰封王座》中登场，但从未在《魔兽世界》中露面。与以往的种族不同，熊猫人早期处于中立状态，而在10级以后玩家可以选择为联盟或者是部落作战。语言為潘达利亚语，选择阵营后会习得通用语（联盟）或兽人语（部落）。熊猫人可以选择战士、潜行者、猎人、法师、牧师、萨满祭司和武僧作为职业。熊猫人的种族专属坐骑为“龙龟”。

### 地下城和团队副本
新的资料片开放了玉龙寺、风暴烈酒酿造厂和影踪寺院三个新的地下城，以及重新制作的血色修道院和通灵学院英雄模式地下城。
同时还会开放三个团队副本，一共拥有16个首领。所有团队副本都拥有三个难度（随机、普通和英雄难度）。

### PVP
新的资料片开放了3个新的战场：碎銀礦坑、科特魔古神廟、深风峡谷，以及两个新的竞技场：托维尔隆竞技场、虎踞峰竞技场。

### 地下城挑战模式
地下城挑战模式将允许这些玩家参与快速通关地下城的挑战，并根据通关时间给与玩家金银铜三个级别的奖牌。除了金牌奖励外，挑战者的装备等级也会被压制到与首领战相应的标准等级。在挑战中获胜的玩家将可获得各种造型独特的无属性装备，这些装备可用来进行塑形。

### 场景战役
场景战役允许三名玩家共同进行一些有着任务目标和故事情节的短程副本。场景战役无需传统坦克、治疗和输出组合就能完成，任何职业都可以合作通关。小型的场景战役和现有的组队任务比较类似，能帮助玩家获得阵营声望。而大型场景战役更像PVE战场，有着主要的任务目标和大量脚本事件。
5.2版本中将部分新增任务改为单人场景战役，用来让玩家了解游戏剧情或是赢得挑战。

### 宠物对战系统
小宠物对战系统类似于生活技能，所有玩家都可参与。玩家将能利用他们的非战斗宠物与其他玩家的宠物对战。宠物甚至可以获取经验并升级，玩家也可以捕获新的宠物来加入自己的宠物战队。已拥有的每只小宠物的详细信息，包括他们的名字、属性、技能以及更多将收录在游戏内置的宠物手册中，小宠物类型包括有萌宠、龙类、机械、魔力等，它决定着每个小宠物相对于其他类型的优势和劣势。

### 
5.1版本补丁中新增的一项游戏内容，玩家通过在黑市中购买邀请函或者别人发来的邀请信亦或是通过击杀在卡桑琅丛林的稀有精英来获得进入搏击俱乐部的权利。联盟和部落的俱乐部分别坐落在暴风城和奥格瑞玛。一共有32场战斗（36个首领）供玩家逐个挑战，这32场战斗被分为8个等级，玩家将从1级开始搏击俱乐部的生涯，每击杀4个首领将晋级下一级。每一级都有特定的首领刷新顺序，战斗强度也会逐渐增加。搏击俱乐部只对DPS天赋开放，如果战斗时间过长，搏击俱乐部的管理者们将会在场地里面释放火雨，无法通过消耗战来取胜。

## 剧情
死亡之翼的威胁刚刚消停，酋长加尔鲁什•地狱咆哮就伺机攻打联盟并扩张部落在卡利姆多的领地。人类城市塞拉摩被彻底摧毁，联盟与部落间的新仇旧恨再一次爆发，战火殃及世界各地。在一场小规模海上冲突之后，联盟与部落的残部被海水冲上了潘达利亚的岸边，一座暮然出现于大海之中，地图上也未曾描绘，被迷雾笼罩的神秘岛屿。交火双方很快在这座蕴藏丰富资源的大陆上建立据点，他们与岛上众多族群之中，拥有高尚情操的熊猫人相结识。这支古老的种族和联盟与部落的勇士并肩作战，一心希望铲除煞魔：一种在潘达利亚血腥冲突下迅速滋生壮大的黑暗生物。

### 夺岛奇兵
部落与联盟的战争在潘达利亚开启了新的血腥篇章。 当双方阵营在这块大陆海滨火拼之际，大酋长加尔鲁什·地狱咆哮派遣精英部队前往寻找圣钟的下落，一件能够赋予他的战士不可思议之力的古老魔古神器。然而，加尔鲁什胆大妄为的行动却对部落造成了严重的后果，其中包括反对暗矛部族所爆发的冲突以及血精灵被驱逐出曾是中立的魔法之都达拉然。尽管加尔鲁什最终获得了圣钟，不过安度因·乌瑞恩王子与军情七处的联盟特务在暗中监视着他的一举一动。勇敢的王子在昆莱山的最高峰挫败了加尔鲁什的计划，而这件传说中的魔古神器也遭摧毁。

### 雷神再临
当部落与联盟的战火蔓延至潘达利亚的各个角落，分崩离析的魔古旧部蠢蠢欲动，企图重振昔日雄风。他们与过去的同盟赞达拉巨魔一起，设法唤醒残暴的魔古君主“雷电之王”雷神，期望在这片大陆重铸魔古霸业。英勇无畏的影踪派第一时间采取应对来牵制敌人的预谋，以熊猫人战士为本与后来加入的联盟与部落英雄组成特遣部队，称为“影踪突袭营”。这些无畏的勇士们一方面通力协作对抗雷电之王，另一方面也效忠于所属阵营对潘达利亚的企图。吉安娜•普罗德摩尔率领肯瑞托远征军前来获取所有魔古之力的来源（以免落入部落之手），洛瑟玛•塞隆则率领夺日者先锋军四下寻找强大的魔古武器，这是达成大胆计划的筹码——推翻大酋长加尔鲁什•地狱咆哮政权的叛变行动。

### 绝地反击
加尔鲁什•地狱咆哮为寻找潘达利亚的上古神力，派遣小队深入神圣的锦绣谷挖掘邪恶神器，这项决定令部落与影踪派及其他熊猫人势力处于对立状态。与此同时，在部落主城奥格瑞玛，酋长沃金与他的暗矛巨魔被挂上叛徒之名而遭地狱咆哮的贴身卫队库卡隆的追捕。沃金的人民退守至杜隆塔尔与贫瘠之地积累资源与兵力，仰仗前任大酋长萨尔的鼎力支持和与联盟之间维持的一纸脆弱协议来伺机发动反击。然而联盟自愿终结加尔鲁什政权的背后或许暗藏更大的阴谋。

### 决战奥格瑞玛
加尔鲁什•地狱咆哮复活了上古之神亚煞极的心脏，想要用它的力量强化自己的军队，却亵渎了潘达利亚神圣的锦绣谷。加尔鲁什那越来越危险的战争行为本就让联盟与部落心怀警惕，加上这次公然的冒犯，终于让部落的起义军和联盟的忠实成员下定决心，开始攻击奥格瑞玛的城墙，努力试图在这位兽人暴君毁灭整个世界之前结束他的统治。联盟与部落最勇敢的战士们和萨尔并肩作战，一路杀进了城市地下酋长的巢穴。战争进行到绝望的境地时，加尔鲁什吸收了上古之神的力量，试图扭转败局。 但他的垂死挣扎仍然无济于事。应瓦里安•乌瑞恩国王的要求，战败的加尔鲁什被带到潘达利亚的至尊天神们面前接受审判，然而他的暴政留下的伤口并非一时可以痊愈。

## 开发与测试

### 暴雪嘉年华2011
资料片由克里斯·梅森在2011年10月21日于美国加州安納海姆举行的2011暴雪嘉年华中被正式公布。

### BETA测试
2012年3月12日，暴雪娱乐开始了欧美地区的《熊猫人之谜》技术性内部测试。
2012年6月1日，暴雪娱乐开放了中国大陆的《熊猫人之谜》技术性内部测试。
2012年7月20日，欧美地区开放了PTR服务器的测试工作，这是对资料片的最后测试。

## 典藏版和數位豪华版

### 典藏版
与以往的游戏相同，《魔兽世界：熊猫人之谜》依旧发售了其典藏版游戏，其中包括：游戏DVD、虚拟宠物、坐骑、《星海争霸II》头像、《暗黑破坏神III》战旗（不含中国大陆典藏版）、游戏原画画册、原声大碟、熊猫人滑鼠墊和游戏制作花絮DVD
。值得一提的是，这是中国大陆第一次发售的《魔兽世界》典藏版游戏。

### 數位豪华版
數位豪华版《熊猫人之谜》是暴雪娱乐首次推出，内容除了不包含游戏原画画册、原声大碟、熊猫人滑鼠墊和游戏制作花絮DVD这些实物内容外，与典藏版相同。數位豪华版只在北美和欧洲地区发售，售价为：59.99美元。

### 
此次原声大碟由 Russell Brower、Neal Acree、Sam Cardon、Glenn Stafford 以及 Jeremy Soule 作曲。

## 评价
在《熊猫人之谜》中，全新的跨服功能、弹性副本、天赋系统以及多元化的游戏性非常值得称赞，满足了更多玩家的需求，但是繁琐单调的日常任务、跨服带来的新手灾难、表现不佳的新五人地下城以及PVP改动饱受玩家诟病。